# 宝蓮院
宝蓮院（ほうれんいん、享保6年（1721年） - 天明6年1月12日（1786年2月10日））は、田安徳川家初代当主・徳川宗武の正室で、近衛家久の娘である。名は初め知姫、その後森姫、通姫（通子）と改めた。院号は宝蓮院、あるいは法蓮院。

## 生涯
享保18年（1733年）に江戸城二の丸に入り、享保20年（1735年）に宗武と婚姻。その後、宗武との間に、誠姫（伊達重村婚約者だが婚姻前に死去）・裕姫（夭折）・小次郎（夭折）・銕之助（英菊）（夭折） ・仲姫（池田重寛正室）・徳川治察（田安徳川家2代）・節姫（毛利治親正室）の7人の子女を儲けた。
明和8年（1771年）、宗武の死後に落飾して宝蓮院（法蓮院）と号した。天明6年（1786年）1月12日に66歳で死去し、寛永寺凌雲院に葬られた。

## 関連作品
テレビドラマ
- 『八代将軍吉宗』（1995年、NHK大河ドラマ、演：長谷川かずき） ※役名は森姫
- 『べらぼう〜蔦重栄華乃夢噺〜』（2025年、NHK大河ドラマ、演：花總まり）